# Alegeri legislative în Bulgaria, iulie 2021
Alegerile legislative anticipate din Bulgaria din 2021 au avut loc în Bulgaria în 11 iulie 2021 după ce niciun partid nu a reușit să formeze un guvern după alegerile din aprilie 2021.

## Fundal
Rezultatele alegerilor din aprilie au arătat că partidul de guvernare GERB a câștigat 75 de locuri, Există un Astfel de Popor (ITN) 51 de locuri, BSP pentru Bulgaria 43 de locuri, Mișcarea pentru Drepturi și Libertăți 30 de locuri, Bulgaria Democratică 27 de locuri și Ridicați-vă! Jos Mafia! 14 locuri. După ce Boiko Borisov de la GERB și Slavi Trifonov de la Există un Astfel de Popor (ITN) nu au putut forma un guvern, BSP a declarat că va refuza mandatul de a forma guvernul, deoarece cele trei partide anticorupție (ITN, Bulgaria Democratică și ISMV) nu erau dispuse să lucreze cu ei.

## Sistem electoral
Cei 240 de membri ai Adunării Naționale sunt aleși prin reprezentare proporțională a listei închise din 31 de circumscripții cu mai mulți membri, cu dimensiuni cuprinse între 4 și 16 locuri. Pragul electoral este de 4%.

## Partide și coaliții
În mai 2021, IMRO - Mișcarea Națională Bulgară a format o alianță cu partidele neonaționaliste Mișcarea Volia și Frontul Național pentru Salvarea Bulgariei, alianța se numește Patrioții Bulgariei.
| Partid | Partid              | Ideologie principală    | Lider               | Locuri actuale   |
| ------ | ------------------- | ----------------------- | ------------------- | ---------------- |
|        | GERB–SDS            | Conservatorism          | Boiko Borisov       | 75               |
|        | ITN                 | Populism                | Slavi Trifonov      | 51               |
|        | BSPzB               | Social democrație       | Kornelia Ninova     | 43               |
|        | DPS                 | Liberalism              | Mustafa Karadayi    | 30               |
|        | DB                  | Conservatorism liberal  | Hristo Ivanov       | 27               |
|        | ISMV                | Anticorupție            | Maia Manolova       | 14               |
|        | Patrioții Bulgariei | Conservatorism național | Yulian Angelov      | Extraparlamentar |
|        | Renașterea          | Populism de dreapta     | Kostadin Kostadinov | Extraparlamentar |
|        | Vara Bulgară        | Democrație directă      | Boril Sokolov       | Extraparlamentar |
|        | RzB                 | Conservatorism          | Tsvetan Tsvetanov   | Extraparlamentar |
|        | Uniunea Stângii     | Socialism               | Nikolay Malinov     | Extraparlamentar |

## Sondaje de opinie
The opinion poll results below were recalculated from the original data and exclude pollees that chose 'I will not vote' or 'I am uncertain'.
| Polling firm                                            | Fieldwork date      | Sample size | GERB SDS             | ITN               | BSPzB | DPS   | DB    | ISMV  | BP    | BP    | BP   | Renașterea | BL   | RzB  | Uniunea Stângii | Alții | Avantaj |      |   |      |      |      |
| Polling firm                                            | Fieldwork date      | Sample size | GERB SDS             | ITN               | BSPzB | DPS   | DB    | ISMV  | VMRO  | Volia | NFSB | Renașterea | BL   | RzB  | Uniunea Stângii | Alții | Avantaj |      |   |      |      |      |
| ------------------------------------------------------- | ------------------- | ----------- | -------------------- | ----------------- | ----- | ----- | ----- | ----- | ----- | ----- | ---- | ---------- | ---- | ---- | --------------- | ----- | ------- | ---- | - | ---- | ---- | ---- |
| Polling firm                                            | Fieldwork date      | Sample size | Alpha Research / BNT | Exit poll (20:00) | N/A   | 23.5% | 22.3% | 14.1% | 11.7% | 14.1% | 5.5% | 3.2%       | 3.2% | 3.2% | 2.3%            | Alții | Avantaj | 1.3% | – | 0.3% | 1.7% | 1.2% |
| Gallup / BNT                                            | Exit poll (20:00)   | N/A         | 22.1%                | 21.5%             | 15.1% | 11.8% | 13.7% | 4.9%  | 3.3%  | 3.3%  | 3.3% | 3.2%       | 2.2% | –    | 0.3%            | 1.8%  | 0.6%    |      |   |      |      |      |
| Alpha Research                                          | 4–7 July 2021       | 1013        | 21.5%                | 21.8%             | 16.4% | 11.1% | 12%   | 5.4%  | 3.8%  | 3.8%  | 3.8% | 3.2%       | 1.2% | -    | 0.5%            | 3.1%  | 0.3%    |      |   |      |      |      |
| Trend                                                   | 3-7 July 2021       | 1002        | 20.5%                | 21.3%             | 15.9% | 11.3% | 12.4% | 5.1%  | 3.9%  | 3.9%  | 3.9% | 3.1%       | 1.6% | -    | 0.8%            | 4.1%  | 0.8%    |      |   |      |      |      |
| Gallup Arhivat în 12 iulie 2021, la Wayback Machine.    | 30 Jun–7 Jul 2021   | 1010        | 20.3%                | 21.3%             | 15.9% | 11.5% | 12.2% | 6.1%  | 4%    | 4%    | 4%   | 3.1%       | 2.5% | -    | 1%              | 2.1%  | 1%      |      |   |      |      |      |
| Sova Harris                                             | 2–6 July 2021       | 1000        | 22.6%                | 22.1%             | 16%   | 10.9% | 10.6% | 5.3%  | 4.5%  | 4.5%  | 4.5% | -          | -    | -    | -               | 8%    | 0.5%    |      |   |      |      |      |
| Exacta Arhivat în 4 februarie 2022, la Wayback Machine. | 1–5 July 2021       | 1005        | 21.4%                | 20.8%             | 15.8% | 11.2% | 12.8% | 4.8%  | 4%    | 4%    | 4%   | 2.8%       | 1.8% | -    | -               | 4.6%  | 0.6%    |      |   |      |      |      |
| Mediana                                                 | 26 June–2 July 2021 | 920         | 22.5%                | 21.7%             | 20.6% | 11.1% | 10%   | 5.1%  | 4.8%  | 4.8%  | 4.8% | 2.2%       | -    | -    | -               | 2%    | 0.8%    |      |   |      |      |      |
| Nasoca                                                  | 23–30 Jun 2021      | 1025        | 21.4%                | 20.5%             | 15.8% | 10.5% | 11.3% | 5.3%  | 4.4%  | 4.4%  | 4.4% | 2.3%       | 2.1% | -    | -               | 6.4%  | 0.9%    |      |   |      |      |      |
| Specter                                                 | 24–27 Jun 2021      | 703         | 21.4%                | 19.7%             | 14.5% | 10.5% | 12.2% | 5.0%  | 5.2%  | 5.2%  | 5.2% | 2.4%       | 0.9% | 0.5% | 1.3%            | 6.4%  | 1.7%    |      |   |      |      |      |
| Market links                                            | 18–25 Jun 2021      | 626         | 21.8%                | 20.8%             | 18.7% | 10.5% | 13.8% | 6%    | 3.2%  | 3.2%  | 3.2% | 2.7%       | 1.4% | -    | -               | 1.1%  | 1%      |      |   |      |      |      |
| Trend                                                   | 11–18 Jun 2021      | 1,003       | 21.7%                | 20.2%             | 16.1% | 10.9% | 11.2% | 5.0%  | 3.9%  | 3.9%  | 3.9% | 2.3%       | 1.9% | –    | 1.1%            | 5.7%  | 1.5%    |      |   |      |      |      |
| Sova Harris                                             | 10–15 Jun 2021      | 1,000       | 22.4%                | 21.7%             | 18.7% | 11.4% | 11.1% | 5.4%  | 4.9%  | 4.9%  | 4.9% | –          | –    | –    | –               | 4.4%  | 0.7%    |      |   |      |      |      |
| Mediana                                                 | 10–15 Jun 2021      | 1,008       | 21.4%                | 24.0%             | 21.3% | 11.2% | 7.2%  | 6.9%  | 5.1%  | 5.1%  | 5.1% | 1.5%       | –    | –    | –               | 1.4%  | 2.6%    |      |   |      |      |      |
| Gallup Arhivat în 17 iunie 2021, la Wayback Machine.    | 3–11 Jun 2021       | 1,012       | 21.0%                | 21.2%             | 15.9% | 11.9% | 12.1% | 5.8%  | 3.5%  | 3.5%  | 3.5% | 2.7%       | 2.4% | –    | –               | 3.5%  | 0.2%    |      |   |      |      |      |
| Specter                                                 | 5–10 Jun 2021       | 731         | 21.0%                | 19.4%             | 14.1% | 10.3% | 11.5% | 4.8%  | 4.8%  | 4.8%  | 4.8% | 2.8%       | 0.9% | 0.9% | 1.5%            | 8.0%  | 1.6%    |      |   |      |      |      |
| Alpha Research                                          | 30 May–7 Jun 2021   | 1,007       | 20.3%                | 18.2%             | 14.4% | 9.9%  | 11.9% | 5.3%  | 3.4%  | 3.4%  | 3.4% | 2.8%       | 1.1% | –    | 1.8%            | 10.9% | 2.1%    |      |   |      |      |      |
| Market Links                                            | 19–27 May 2021      | 676         | 23.7%                | 19.8%             | 19.3% | 10.6% | 13.3% | 4.77% | 4.6%  | 4.6%  | 4.6% | 2%         | –    | –    | –               | 2%    | 3.9%    |      |   |      |      |      |
| CAM                                                     | 14–21 May 2021      | –           | 23.8%                | 20.9%             | 18.0% | 10.5% | 11.4% | 4.4%  | 3.7%  | 3.7%  | 3.7% | 1.9%       | –    | –    | –               | 5.5%  | 2.9%    |      |   |      |      |      |
| Gallup Arhivat în 19 mai 2021, la Wayback Machine.      | 7–14 May 2021       | 812         | 22.8%                | 20.1%             | 16.1% | 11.2% | 11.6% | 5.6%  | 3.1%  | 1.4%  | –    | 2.6%       | 2.8% | –    | –               | 6.9%  | 2.7%    |      |   |      |      |      |
| Market Links                                            | 16–23 Apr 2021      | 1,053       | 23.2%                | 22.3%             | 18.1% | 10.3% | 13.1% | 6.5%  | 3.3%  | –     | –    | 1.9%       | –    | –    | –               | 1.4%  | 0.9%    |      |   |      |      |      |
| Gallup Arhivat în 19 mai 2021, la Wayback Machine.      | 12–14 Apr 2021      | 831         | 27.2%                | 23.2%             | 13.8% | 10.4% | 12.0% | 4.3%  | –     | –     | –    | –          | –    |      |                 | –     | 4.0%    |      |   |      |      |      |
| Alegerile din aprilie 2021                              | 4 Apr 2021          | –           | 25.8%                | 17.4%             | 14.8% | 10.4% | 9.3%  | 4.6%  | 3.6%  | 2.3%  | 2.3% | 2.4%       | 2.9% | 1.3% | 0.5%            | 4.7%  | 8.4%    |      |   |      |      |      |

Graphical representation of recalculated data:
|  | Graficele sunt indisponibile din cauza unor probleme tehnice. Mai multe informații se găsesc la Phabricator și la wiki-ul MediaWiki. |

Notes:

1. 1 2  Includes voter-only data.
2. ↑  Includes voters and non-voters.
3. ↑  The sum of all percentages is above or below 100.

## Rezultate

Prezența la urne pe parcursul zilei de 11 iulie, 2021.

Există un Astfel de Popor a câștigat la diferență mică alegerile, învingând GERB–SDS la o diferență de doar 0,2%. Este pentru prima oară când GERB sau coaliția condusă de GERB, nu a reușit să obțină majoritatea voturilor de la fondarea sa în 2006. De asemenea alte patru partide au reușit să intre în parlament – BSP pentru Bulgaria, Mișcarea pentru Drepturi și Libertăți, Bulgaria Democratică și Ridicați-vă! Jos Mafia!.
Există un Astfel de Popor a avut rezultate bune în rândul tinerilor alegători, 37,4% din generația Z susținând partidul și 30,9% dintre alegătorii cu vârste cuprinse între 30 și 39 de ani. GERB–SDS a avut o susținere mare din partea votanților cu vârste cuprinse între 40 și 60 de ani, iar BSP pentru Bulgaria a avut un suport mare din partea votanților mai bătrâni de 70 de ani. GERB–SDS a avut mai mult succes la alegătorii cu vârste între 40 și 69 de ani, iar BSP pentru Bulgaria a fost susținut de alegătorii de peste 70 de ani.
Observatorii internaționali ai Organizației pentru Securitate și Cooperare din Europa au declarat că libertățile au fost respectate în alegeri. După alegeri, Trifonov a spus că nu intenționează să formeze un guvern de coaliție și că va încerca în schimb să conducă un guvern minoritar. Se așteaptă ca parlamentul să se reunească pentru prima dată la aproximativ o săptămână după alegeri.
| 65                        | 63         | 36                  | 34                   | 29                                    | 13                      |
| Există un Astfel de Popor | GERB – SDS | BSP pentru Bulgaria | Bulgaria Democratică | Mișcarea pentru Drepturi și Libertăți | Ridicați-vă! Jos Mafia! |

| Partid                        | Partid                                              | Voturi    | %     | Locuri | +/- |
| ----------------------------- | --------------------------------------------------- | --------- | ----- | ------ | --- |
|                               | Există un Astfel de Popor                           | 657 824   | 24.08 | 65     | +14 |
|                               | GERB–SDS                                            | 642 165   | 23.51 | 63     | -12 |
|                               | BSP pentru Bulgaria                                 | 365,695   | 13.39 | 36     | -7  |
|                               | Bulgaria Democratică                                | 345,329   | 12.64 | 34     | +7  |
|                               | Mișcarea pentru Drepturi și Libertăți               | 292,439   | 10.71 | 29     | -1  |
|                               | Ridicați-vă! Jos Mafia!                             | 136,879   | 5.01  | 13     | -1  |
|                               | Patrioții Bulgariei                                 | 85,796    | 3.10  | 0      | nou |
|                               | Renașterea                                          | 82,147    | 2.97  | 0      | 0   |
|                               | Vara Bulgară                                        | 49,833    | 1.80  | 0      | nou |
|                               | Atac                                                | 12,661    | 0.46  | 0      | 0   |
|                               | Uniunea Stângii pentru o Republică Curată și Sfântă | 10,308    | 0.37  | 0      | nou |
|                               | Republicanii pentru Bulgaria                        | 8,553     | 0.31  | 0      | 0   |
|                               | Asociația Națională pentru Drept                    | 7,875     | 0.28  | 0      | nou |
|                               | Vocea Poporului                                     | 4 741     | 0.17  | 0      | nou |
|                               | Uniunea Națională Bulgară - Noua Democrație         | 4 690     | 0.17  | 0      | 0   |
|                               | Libertate                                           | 4 304     | 0.16  | 0      | 0   |
|                               | Bulgaria Muncii și Scopului                         | 3 948     | 0.14  | 0      | 0   |
|                               | Mișcarea Împreună pentru Schimbare                  | 3 445     | 0.12  | 0      | 0   |
|                               | MIR                                                 | 3 427     | 0.12  | 0      | 0   |
|                               | Partidul Verde                                      | 3 257     | 0.12  | 0      | 0   |
|                               | Democrație Directă                                  | 3 143     | 0.11  | 0      | 0   |
|                               | Brigada                                             | 2 187     | 0.08  | 0      | 0   |
|                               | Creștere                                            | 862       | 0.03  | 0      | 0   |
|                               | Indepedenți                                         | 142       | 0.01  | 0      | 0   |
| Alții                         | Alții                                               | 35 200    | 1.27  | –      | –   |
| Total                         | Total                                               | 2 766 850 | 100   | 240    | 0   |
|                               |                                                     |           |       |        |     |
| Total voturi                  | Total voturi                                        | 3,333,997 | –     |        |     |
| Votanți înregistrați/prezența | Votanți înregistrați/prezența                       | 6,789,605 | 50.68 | +1.6   |     |
| Sursa: CIK                    |                                                     |           |       |        |     |

## Urmări
În dimineața de după alegeri, Slavi Trifonov, liderul ITN, a propus un guvern minoritar, spunând că partidul său nu v-a face nicio coaliție cu GERB-SDS, BSP sau DPS, în același timp nu ar avea o majoritate într-un guvern alături de DB și ISMV. Fostul prim-ministru Nikolay Vasilev a fost desemnat pentru a ocupa funcția de prim-ministru. Reacțiile inițiale ale celorlalte forțe parlamentare au fost copleșitor de negative.

### Reacții internaționale
- Organizația pentru Securitate și Cooperare în Europa: OSCE a emis o declarație conform căreia „alegerile parlamentare anticipate din Bulgaria au fost competitive și libertățile fundamentale au fost în general respectate, au declarat observatorii internaționali într-o declarație de astăzi. Mediul campaniei a fost dominat de acuzații reciproce de corupție între fostul partid de guvernământ și guvernul provizoriu, precum și prin eforturile forțelor de ordine pentru a stopa cumpărarea voturilor".[7]